# Erich Berneker
Erich Berneker, född 3 februari 1874 i Königsberg i Preussen, död 15 mars 1937 i München, var en tysk slavist och baltolog.
Berneker blev professor i Prag 1902, i Breslau 1909 och München 1911. Bland hans viktigaste arbeten märks Die preussische sprache (1896), Slavisches etymologisches Wörterbuch (A-M, 1908-1913). Berneker var 1914-1928 utgivare av Archiv für slavische Philologie.